# Анкобэр
А́нкобэр (амх. አንኮበር) — город в центральной Эфиопии, бывшая столица древнего государства Шева. Расположен в зоне Самиен-Шева, в регионе Амхара, в 40 км к востоку от Дэбрэ-Бырхана, на высоте 2462 м над уровнем моря.
По данным Центрального статистического агентства Эфиопии в 2005 году в городе проживало 2288 жителей: 1114 мужчин и 1174 женщины. Несмотря на статус бывшей столицы, Анкобэр является очень провинциальным городом, вторым по величине в ворэде Анкобэр. Здесь расположена церковь Кидус Микаэль, построенная Сахле Селассие.